# Dumre
Dumre era un comitato per lo sviluppo dei villaggi (VDC) del Nepal situato nella Provincia No. 1 e nel distretto di Udayapur, è stato abolito dal marzo 2017 in seguito a una riforma amministrativa.
Nel marzo del 2017, insieme ai VDC di Pachchawati, Bhalayadanda, Tawashree, e Barre è confluito nella municipalità di Udayapurgadhi.
Al censimento del 2001, aveva 11.749 abitanti.